# Ukrainischer Fußballpokal 1996/97
Der Ukrainische Fußballpokal 1996/97 war die sechste Austragung des ukrainischen Pokalwettbewerbs der Männer. Pokalsieger wurde Schachtar Donezk. Das Team setzte sich im Finale am 25. Mai 1997 im Olympiastadion von Kiew gegen Dnipro Dnipropetrowsk durch. Titelverteidiger Dynamo Kiew war im Achtelfinale gegen Nywa Winnyzja ausgeschieden.

## Modus
In dieser Saison nahmen keine Amateurvereine teil. Für sie wurde ein separater Wettbewerb (Amateur Cup) wiederbelebt, der 1991 eingestellt wurde. Die Begegnungen bis zum Achtelfinale und des Finales wurden in einem Spiel ausgetragen. Bei unentschiedenem Ausgang wurde zur Ermittlung des Siegers eine Verlängerung gespielt. Stand danach kein Sieger fest, folgte ein Elfmeterschießen.
Die Teams der Premjer-Liha stiegen erst in der 1. Hauptrunde ein. Im Viertel- und Halbfinale wurden die Sieger in Hin- und Rückspiel ermittelt. Bei Torgleichstand in beiden Spielen zählte zunächst die größere Zahl der auswärts erzielten Tore; gab es auch hierbei einen Gleichstand, wurde das Rückspiel verlängert und ggf. ein Elfmeterschießen zur Entscheidung ausgetragen. Der Pokalsieger qualifizierte sich für den Europapokal der Pokalsieger.

## Teilnehmende Teams
| Wyschtscha Liha (16) | Perscha Liha (24) | Druha Liha (33) | Druha Liha (33) |
| --- | --- | --- | --- |
| - Dnipro Dnipropetrowsk - Dynamo Kiew - Karpaty Lwiw - Kremin Krementschuk - Krywbas Krywyj Rih - Metalurh Saporischschja - Nywa Ternopil - Nywa Winnyzja - Prikarpattja Iwano-Frankiwsk - Schachtar Donezk - Sirka-NIBAS Kirowohrad - Tawrija Simferopol - Torpedo Saporischschja - Tschornomorez Odessa - Worskla Poltawa - ZSKA Kiew | - FSK Bukowina Czernowitz - Chimik Schytomyr - Chimik Sjewjerodonezk - Dynamo-2 Kiew - Jawir Krasnopillja - Krystal Tschortkiw - Metalist Charkiw - Metalurh Nikopol - FK Mykolajiw - FK Lwiw - Metalurh Donezk - Metalurh Mariupol - Naftowyk Ochtyrka - Podillja Chmelnyzkyj - SK Odessa - Polihraftechnika Oleksandrija - Schachtar Makijiwka - Sorja Luhansk - Stal Altschewsk - FK Tscherkassy - FK Weres Riwne - Werhowyna Uschhorod - Wolyn Luzk - ZSKA-2 Kiew | 0000000 Gruppe A - Desna Tschernihiw - Fakel Warwa - Halytschyna Drohobytsch - Haraj Schowkwa - Hasowyk Komarno - FK Kalusch - Karpaty Mukatschewo - Keramik Baraniwka - Nerafa Slawutytsch - Nywa Berschad - Obolon-PPO Kiew - Papirnyk Malyn - Pokuttja Kolomyja - Ros Bila Zerkwa - Systema-Borex Borodjanka - FK Tysmenyzja | 0000000 Gruppe B - Awanhard Merefa - Hirnyk-Sport Komsomolsk - Awanhard Industrija Rowenky - Dynamo Saky - Krystal Cherson - Lokomotive Smila - Metalurh Nowomoskowsk - Olimpija FK AES Juschnoukrajinsk - Oskil Kupjansk - Petriwzi Myrhorod - Portowyk Illitschiwsk - Portowyk Kertsch - Schachtar-2 Donezk - Schachtar Stachonow - Torpedo Melitopol - Tytan Armjansk - Wiktor Saporischschja |

## 1. Qualifikationsrunde
Teilnehmer: 18 Drittligisten.
| Datum      |                               | Ergebnis  |                                        |
| ---------- | ----------------------------- | --------- | -------------------------------------- |
| 14.08.1996 | Portowyk Kertsch (III)        | 0:1 n. V. | Dynamo Saky (III)                      |
| 14.08.1996 | Portowyk Illitschiwsk (III)   | 1:0       | Torpedo Melitopol (III)                |
| 14.08.1996 | Pokuttja Kolomyja (III)       | 1:2 n. V. | Halytschyna Drohobytsch (III)          |
| 14.08.1996 | Papirnyk Malyn (III)          | 1:0       | Keramik Baraniwka (III)                |
| 14.08.1996 | Nywa Berschad (III)           | 1:0 n. V. | Ros Bila Zerkwa (III)                  |
| 14.08.1996 | Nerafa Slawutytsch (III)      | 2:4       | Fakel Warwa (III)                      |
| 14.08.1996 | Lokomotive Smila (III)        | 2:0       | Olimpija FK AES Juschnoukrajinsk (III) |
| 14.08.1996 | Hirnyk-Sport Komsomolsk (III) | 0:1       | Schachtar-2 Donezk (III)               |
| 14.08.1996 | Petriwzi Myrhorod (III)       | 3:1       | Awanhard Merefa (III)                  |

## 2. Qualifikationsrunde
Teilnehmer: Die 9 Sieger der ersten Qualifikationsrunde, 8 Zweitligisten und 15 weitere Drittligisten.
| Datum      |                                | Ergebnis              |                                   |
| ---------- | ------------------------------ | --------------------- | --------------------------------- |
| 28.08.1996 | Wiktor Saporischschja (III)    | 1:0                   | Metalurh Nowomoskowsk (III)       |
| 28.08.1996 | Systema-Borex Borodjanka (III) | 2:2 n. V. (7:8 i. E.) | ZSKA-2 Kiew (II)                  |
| 28.08.1996 | Schachtar-2 Donezk (III)       | 0:2                   | Metalurh Mariupol (II)            |
| 28.08.1996 | Schachtar Stachonow (III)      | 1:2                   | Metalurh Donezk (II)              |
| 28.08.1996 | Papirnyk Malyn (III)           | 0:1                   | FK Weres Riwne (II)               |
| 28.08.1996 | Oskil Kupjansk (III)           | 1:0                   | Metalist Charkiw (II)             |
| 28.08.1996 | Obolon-PPO Kiew (III)          | 3:0                   | FK Tscherkassy (II)               |
| 28.08.1996 | Nywa Berschad (III)            | 1:1 n. V. (2:3 i. E.) | Hasowyk Komarno (III)             |
| 28.08.1996 | Lokomotive Smila (III)         | 0:1                   | Krystal Cherson (III)             |
| 28.08.1996 | Karpaty Mukatschewo (III)      | 2:1                   | FK Kalusch (III)                  |
| 28.08.1996 | Haraj Schowkwa (III)           | 2:0                   | FK Tysmenyzja (III)               |
| 28.08.1996 | Halytschyna Drohobytsch (III)  | 1:0                   | Werhowyna Uschhorod (II)          |
| 28.08.1996 | Petriwzi Myrhorod (III)        | 1:0                   | Awanhard Industrija Rowenky (III) |
| 28.08.1996 | Fakel Warwa (III)              | 0:1                   | Desna Tschernihiw (III)           |
| 28.08.1996 | Dynamo Saky (III)              | 2:1                   | Tytan Armjansk (III)              |
| 28.08.1996 | Portowyk Illitschiwsk (III)    | 2:1                   | SK Odessa (II)                    |

## 3. Qualifikationsrunde
Teilnehmer: Die 16 Sieger der zweiten Qualifikationsrunde und 16 weitere Zweitligisten. Unterklassige Teams hatten Heimrecht.
| Datum      |                               | Ergebnis              |                                    |
| ---------- | ----------------------------- | --------------------- | ---------------------------------- |
| 18.09.1996 | Portowyk Illitschiwsk (III)   | 3:0                   | FK Mykolajiw (II)                  |
| 18.09.1996 | Wiktor Saporischschja (III)   | 0:2                   | Polihraftechnika Oleksandrija (II) |
| 18.09.1996 | FK Weres Riwne (II)           | 2:3 n. V.             | Wolyn Luzk (II)                    |
| 18.09.1996 | Oskil Kupjansk (III)          | 0:0 n. V. (3:2 i. E.) | Naftowyk Ochtyrka (II)             |
| 18.09.1996 | Obolon-PPO Kiew (III)         | 1:2                   | Dynamo-2 Kiew (II)                 |
| 18.09.1996 | Metalurh Mariupol (II)        | 5:0                   | Sorja Luhansk (II)                 |
| 18.09.1996 | Metalurh Donezk (II)          | 3:2 n. V.             | Schachtar Makijiwka (II)           |
| 18.09.1996 | Krystal Cherson (III)         | 3:3 n. V. (5:6 i. E.) | Metalurh Nikopol (II)              |
| 18.09.1996 | Karpaty Mukatschewo (III)     | 3:2                   | Krystal Tschortkiw (II)            |
| 18.09.1996 | Hasowyk Komarno (III)         | 3:0                   | Podillja Chmelnyzkyj (II)          |
| 18.09.1996 | Haraj Schowkwa (III)          | 0:1                   | FK Lwiw (II)                       |
| 18.09.1996 | Halytschyna Drohobytsch (III) | 0:0 n. V. (2:4 i. E.) | FSK Bukowina Czernowitz (II)       |
| 18.09.1996 | Petriwzi Myrhorod (III)       | 0:2 n. V.             | Chimik Sjewjerodonezk (II)         |
| 18.09.1996 | Dynamo Saky (III)             | 1:0                   | Stal Altschewsk (II)               |
| 18.09.1996 | Desna Tschernihiw (III)       | 0-:+ 1                | Jawir Krasnopillja (II)            |
| 18.09.1996 | ZSKA-2 Kiew (II)              | 2:1                   | Chimik Schytomyr (II)              |

## 1. Runde
Den 16 Siegern der letzten Runde wurde jeweils ein Klub aus der Wyschtscha Liha zugelost.
| Datum      |                                    | Ergebnis              |                                  |
| ---------- | ---------------------------------- | --------------------- | -------------------------------- |
| 08.10.1996 | ZSKA-2 Kiew (II)                   | 1:2                   | Torpedo Saporischschja (I)       |
| 09.10.1996 | Jawir Krasnopillja (II)            | 0:0 n. V. (3:4 i. E.) | Kremin Krementschuk (I)          |
| 09.10.1996 | Wolyn Luzk (II)                    | 1:0                   | Tawrija Simferopol (I)           |
| 09.10.1996 | Portowyk Illitschiwsk (III)        | 1:1 n. V. (3:4 i. E.) | Sirka-NIBAS Kirowohrad (I)       |
| 09.10.1996 | Polihraftechnika Oleksandrija (II) | 1:0                   | Prikarpattja Iwano-Frankiwsk (I) |
| 09.10.1996 | Oskil Kupjansk (III)               | 2:3                   | Nywa Winnyzja (I)                |
| 09.10.1996 | Metalurh Nikopol (II)              | 0:3                   | Worskla Poltawa (I)              |
| 09.10.1996 | Metalurh Mariupol (II)             | 1:3                   | Schachtar Donezk (I)             |
| 09.10.1996 | Metalurh Donezk (II)               | 1:1 n. V. (5:6 i. E.) | Dynamo Kiew (I)                  |
| 09.10.1996 | Chimik Sjewjerodonezk (II)         | 4:0                   | Nywa Ternopil (I)                |
| 09.10.1996 | Karpaty Mukatschewo (III)          | 2:1 n. V.             | Krywbas Krywyj Rih (I)           |
| 09.10.1996 | Hasowyk Komarno (III)              | 0:2                   | Metalurh Saporischschja (I)      |
| 09.10.1996 | FK Lwiw (II)                       | 2:3                   | Dnipro Dnipropetrowsk (I)        |
| 09.10.1996 | Dynamo-2 Kiew (II)                 | 0:4                   | Tschornomorez Odessa (I)         |
| 09.10.1996 | Dynamo Saky (III)                  | 0:2                   | ZSKA Kiew (I)                    |
| 09.10.1996 | FSK Bukowina Czernowitz (II)       | 1:2 n. V.             | Karpaty Lwiw (I)                 |

## Achtelfinale
| Datum      |                            | Ergebnis              |                                    |
| ---------- | -------------------------- | --------------------- | ---------------------------------- |
| 17.10.1996 | Sirka-NIBAS Kirowohrad (I) | 0:1                   | Schachtar Donezk (I)               |
| 17.10.1996 | Worskla Poltawa (I)        | 2:0                   | Chimik Sjewjerodonezk (II)         |
| 17.10.1996 | Kremin Krementschuk (I)    | 3:5                   | Metalurh Saporischschja (I)        |
| 17.10.1996 | Karpaty Lwiw (I)           | 1:0                   | Wolyn Luzk (II)                    |
| 17.10.1996 | Dnipro Dnipropetrowsk (I)  | 2:0                   | Torpedo Saporischschja (I)         |
| 17.10.1996 | ZSKA Kiew (I)              | 1:0                   | Polihraftechnika Oleksandrija (II) |
| 17.10.1996 | Nywa Winnyzja (I)          | 0:0 n. V. (4:3 i. E.) | Dynamo Kiew (I)                    |
| 17.10.1996 | Tschornomorez Odessa (I)   | 7:0                   | Karpaty Mukatschewo (III)          |

## Viertelfinale
| Datum             |                          | Gesamt |                             | Hinspiel | Rückspiel |
| ----------------- | ------------------------ | ------ | --------------------------- | -------- | --------- |
| 30.10./13.11.1996 | Worskla Poltawa (I)      | 1:2    | Schachtar Donezk (I)        | 0:0      | 1:2       |
| 30.10./13.11.1996 | Karpaty Lwiw (I)         | 1:4    | Metalurh Saporischschja (I) | 1:1      | 0:3       |
| 30.10./13.11.1996 | ZSKA Kiew (I)            | 3:1    | Nywa Winnyzja (I)           | 2:0      | 1:1       |
| 30.10./13.11.1996 | Tschornomorez Odessa (I) | 0:4    | Dnipro Dnipropetrowsk (I)   | 0:1      | 0:3       |

## Halbfinale
| Datum             |                           | Gesamt |                             | Hinspiel | Rückspiel |
| ----------------- | ------------------------- | ------ | --------------------------- | -------- | --------- |
| 06.03./10.03.1997 | Schachtar Donezk (I)      | 5:1    | ZSKA Kiew (I)               | 2:1      | 3:0       |
| 06.03./10.03.1997 | Dnipro Dnipropetrowsk (I) | 3:2    | Metalurh Saporischschja (I) | 3:0      | 0:2       |

## Finale
| Paarung               | Dnipro Dnipropetrowsk – Schachtar Donezk |
| Ergebnis              | 0:1 (0:1) |
| Datum                 | 25. Mai 1997 |
| Stadion               | Olympiastadion, Kiew |
| Zuschauer             | 26.000 |
| Schiedsrichter        | Serhej Tatuljan |
| Tore                  | 0:1 Serhij Atelkin (36.) |
| Dnipro Dnipropetrowsk | Illja Blysnjuk – Oleksandr Poklonskyj, Kostjantyn Sosenko, Hennadij Kosar, Iwan Pawljuch – Ihor Charkowschtschenko, Wolodymyr Scharan (89. Oleksandr Kowalenko), Serhij Nahornjak, Georgi Kilasonia (54. Wiktor Bjelkin) – Hennadij Moros, Warlam Kilasonia. Cheftrainer: WjatscheslawHrosnyj  |
| Schachtar Donezk      | Dmytro Schutkow – Ihor Leonow, Micheil Pozchweria, Oleksandr Babij, Oleksandr Kowal – Oleh Matwejew (65. Oleh Schelajew), Hennadij Orbu, Serhij Kowaljow (57. Serhij Kotschwar), Hennadij Subow (81. Oleksandr Spiwak) – Walerij Krywenzow, Serhij Atelkin. Cheftrainer: Walerij Jaremtschenko |
| Gelbe Karten          | keine – Micheil Pozchweria, Hennadij Subow |